# Episodi di Star Trek: Deep Space Nine (settima stagione)
La settima e ultima stagione della serie televisiva Star Trek: Deep Space Nine, composta da 26 episodi, è stata trasmessa negli Stati Uniti in syndication dal 30 settembre 1998 al 2 giugno 1999.
In Italia è stata trasmessa da LA7 dal 29 aprile 2002 al 20 ottobre 2002.
Questa stagione vede l'ingresso, come personaggio fisso, di Ezri Dax, interpretata da Nicole de Boer, che subentra al personaggio di Jadzia Dax, deceduta nell'ultimo episodio della sesta stagione.
| nº | Titolo originale                      | Titolo italiano                    | Prima TV USA      | Prima TV Italia   |
| -- | ------------------------------------- | ---------------------------------- | ----------------- | ----------------- |
| 1  | Image in the Sand                     | Immagini nella sabbia              | 30 settembre 1998 | 29 aprile 2002    |
| 2  | Shadows and Symbols                   | Ombre e simboli                    | 7 ottobre 1998    | 6 maggio 2002     |
| 3  | Afterimage                            | Immagine residua                   | 14 ottobre 1998   | 13 maggio 2002    |
| 4  | Take Me Out to the Holosuite          | La partita                         | 21 ottobre 1998   | 20 maggio 2002    |
| 5  | Chrysalis                             | Crisalide                          | 28 ottobre 1998   | 27 maggio 2002    |
| 6  | Treachery, Faith, and the Great River | Tradimento, fede e il Grande Fiume | 4 novembre 1998   | 3 giugno 2002     |
| 7  | Once More Unto the Breach             | Morire da eroe                     | 11 novembre 1998  | 10 giugno 2002    |
| 8  | The Siege of AR-558                   | L'assedio della AR-558             | 18 novembre 1998  | 17 giugno 2002    |
| 9  | Covenant                              | Il patto                           | 25 novembre 1998  | 24 giugno 2002    |
| 10 | It's Only A Paper Moon                | Una vita di illusioni              | 30 dicembre 1998  | 1º luglio 2002    |
| 11 | Prodigal Daughter                     | Figliol prodigo                    | 6 gennaio 1999    | 8 luglio 2002     |
| 12 | The Emperor's New Cloak               | Lo specchio invisibile             | 3 febbraio 1999   | 15 luglio 2002    |
| 13 | Field of Fire                         | Campo di tiro                      | 10 febbraio 1999  | 22 luglio 2002    |
| 14 | Chimera                               | Chimera                            | 17 febbraio 1999  | 29 luglio 2002    |
| 15 | Badda-Bing Badda-Bang                 | Grande colpo al casinò             | 24 febbraio 1999  | 5 agosto 2002     |
| 16 | Inter Arma Enim Silent Leges          | Inter Arma Enim Silent Leges       | 3 marzo 1999      | 12 agosto 2002    |
| 17 | Penumbra                              | Penombra                           | 7 aprile 1999     | 19 agosto 2002    |
| 18 | 'Til Death Do Us Part                 | Finché morte non ci separi         | 14 aprile 1999    | 26 agosto 2002    |
| 19 | Strange Bedfellows                    | Strani compagni di letto           | 21 aprile 1999    | 2 settembre 2002  |
| 20 | The Changing Face of Evil             | Il volto mutevole del male         | 28 aprile 1999    | 9 settembre 2002  |
| 21 | When It Rains...                      | Quando piove...                    | 5 maggio 1999     | 16 settembre 2002 |
| 22 | Tacking Into the Wind                 | Navigando contro vento             | 12 maggio 1999    | 23 settembre 2002 |
| 23 | Extreme Measures                      | Estremi rimedi                     | 19 maggio 1999    | 30 settembre 2002 |
| 24 | The Dogs of War                       | I mastini della guerra             | 26 maggio 1999    | 6 ottobre 2002    |
| 25 | What You Leave Behind: Part 1         | Quel che si lascia (prima parte)   | 2 giugno 1999     | 13 ottobre 2002   |
| 26 | What You Leave Behind: Part 2         | Quel che si lascia (seconda parte) | 2 giugno 1999     | 20 ottobre 2002   |

## Immagini nella sabbia
- Titolo originale: Image in the Sand
- Diretto da: Allan Kroeker
- Scritto da: Ira Steven Behr e Hans Beimler

### Trama
Dopo tre mesi il vuoto lasciato dalla morte di Jadzia Dax e l'esilio volontario sulla Terra del capitano Sisko si fanno sentire sulla stazione, nonostante Kira, promossa colonnello, la stia dirigendo con estrema competenza. L'ammiraglio Ross giunge su Deep Space Nine con notizie che preoccupano molto Kira: i Romulani hanno chiesto di poter insediare un loro ufficio sulla stazione. Altra fonte di preoccupazione per il neo colonnello sono i Bajoriani: da quando sono stati abbandonati dai Profeti, hanno iniziato a venerare i Pah-wraith. Worf, nonostante l'aiuto discreto dei suoi amici, non riesce a riprendersi dalla perdita dell'amata moglie, mentre Sisko, ospite sulla Terra a casa di suo padre, tenta disperatamente di ristabilire un contatto con i Profeti. Mentre suona il pianoforte, il capitano ha una visione in cui scava in un deserto fino a disseppellire il volto di una donna bellissima. Decide di rintracciare a ogni costo la donna, ma scopre che è ritratta in una vecchia foto insieme a suo padre; l'uomo gli confida che è la vera madre di Banjamin, morta quando lui era molto piccolo. Scopre anche che la visione lo sta indirizzando verso il pianeta Tyree, dove sembra essere nascosto il Cristallo dell'Emissario, un leggendario cristallo mai ritrovato. Kira scopre che i Romulani stanno approfittando della situazione per contrabbandare armi e che si sono stabiliti su una luna di Bajor, mentre Bashir, O'Brein e Martok organizzano una missione di guerra con Worf, affinché lui possa onorare la memoria di Jadzia e permetterle di entrare nello Sto-Vo-Kor.
Sulla Terra, Benjamin, Jake e Joseph si apprestano a partire per Tyree, dove pensano di trovare il Cristallo dell'Emissario, quando al ristorante si presenta una Trill: è Ezri Dax, la nuova ospite di Dax che è venuta a salutare il "vecchio" amico Benjamin.
- Altri interpreti: Brock Peters (Joseph Sisko), Aron Eisenberg (Nog), Jeffrey Combs (Weyoun), Casey Biggs (Damar), Megan Cole (Cretak), J.G. Hertzler (generale Martok), Barry Jenner (ammiraglio Ross), Deborah Lacey (Sarak Sisko), James Darren (Vic Fontaine)

## Ombre e simboli
- Titolo originale: Shadows and Symbols
- Diretto da: Allan Kroeker
- Scritto da: Ira Steven Behr e Hans Beimler

### Trama
Sisko incontra Ezri, la nuova ospite del simbionte Dax, prima di partire per il pianeta Tyree con il padre Joseph e il figlio Jake. Ezri decide di accompagnarli nella loro ricerca del leggendario Cristallo dell'Emissario, che Sisko è persuaso esista. Giunti sul pianeta, dopo molto girovagare, Sisko trova il Cristallo: una volta aperta la teca che lo contiene, si libera una forma di energia che riattiva gli altri cristalli, riapre il tunnel ed espelle, distruggendolo, il Pah-wraith. Sulla stazione, mentre Kira prepara un blocco per impedire ai Romulani di rendere operative le armi che hanno piazzato sulla luna bajoriana di Derna, la Flotta inaspettatamente si schiera al fianco del colonnello bajoriano e ai Romulani non resta che fare marcia indietro.
Intanto sulla nave klingon del generale Martok, Worf, O'Brien, Bashir e Quark intraprendono la missione di distruggere un cantiere navale del Dominio per assicurare un posto allo spirito della defunta moglie di Worf nell'aldilà klingon, lo Sto-Vo-Kor. La missione è un completo successo: non solo è stata inflitta una pesante sconfitta, ma secondo la religione klingon Jadzia ha un suo posto nell'aldilà. Sisko ritorna, tra il sollievo di tutti, su Deep Space Nine; con lui e Jake c'è anche Ezri Dax, che saluta tutti chiamandoli per nome, lasciando gli amici perplessi.
- Altri interpreti: Jeffrey Combs (Weyoun), Casey Biggs (Damar/dott. Wykoff), Barry Jenner (ammiraglio Ross), J.G. Hertzler (generale Martok), Deborah Lacey (Sarah Sisko), Megan Cole (Cretak), Brock Peters (Joseph Sisko)

## Immagine residua
- Titolo originale: Afterimage
- Diretto da: Les Landau
- Scritto da: René Echevarria

### Trama
Oltre a far fronte ai ricordi delle vite passate del simbionte Dax, Ezri deve affrontare le reazioni che la sua presenza genera su Deep Space Nine, tanto che decide di tornare al suo servizio sulla USS Destiny perché sulla stazione non si sente accettata e, avendo i ricordi di Jadzia, sa dall'atteggiamento di Worf che l'ex marito sta soffrendo. Garak è preso dai suoi problemi dovuti alla claustrofobia di cui soffre e che lo colpisce in modo molto acuto. Sisko convince Dax a restare ancora un po' perché, in quanto psicologa e aiuto consigliere, potrebbe aiutare il sarto ad affrontare i suoi problemi. Il colloquio non va come dovrebbe perché sembra che sia il sarto a psicanalizzare Ezri per il suo mal di spazio, ma inaspettatamente Garak il giorno dopo si rimette al lavoro a decodificare le trasmissioni cardassiane. Sisko ottiene di far promuovere Ezri al grado di tenente e alla mansione di consigliere, e lei decide al momento di restare su Deep Space Nine. Mentre sta parlando con Bashir, che sta cercando di fare amicizia, vengono chiamati per un'emergenza: Garak ha una pesante crisi e cerca di uscire nello spazio; in un moto di rabbia, il sarto se la prende con Ezri, dandole della ragazzina inesperta, e indegna del simbionte Dax e lei di rimando decide di dimettersi dalla Flotta. Worf, che ha visto Bashir parlare con Ezri, affronta il medico in un attacco di gelosia: non vuole che disonori la memoria di Jadzia cercando di averla tramite Ezri. Prima di partire, Ezri arriva al nocciolo del problema di Garak: egli si sente in colpa perché ha scoperto, decodificando le trasmissioni, che non sta aiutando la sua gente, ma sta contribuendo a ucciderla perché loro continueranno comunque a combattere a fianco del Dominio. Anche Ezri decide di rimanere su Deep Space Nine e nella Flotta. Worf, anche se non ha ancora accettato la presenza di Ezri, si scusa con lei, riconoscendo che non l'ha trattata come Jadzia avrebbe voluto facesse.
- Altri interpreti: Andrew Robinson (Elim Garak), Mark Allen Shepherd (Morn)

## La partita
- Titolo originale: Take Me Out to the Holosuite
- Diretto da: Chip Chalmers
- Scritto da: Ronald D. Moore

### Trama
Una nave stellare della Federazione, la USS T'Kumbra, attracca a Deep Space Nine. Sisko conosce il suo capitano, Solok, un suo ex compagno dell'Accademia e suo rivale. Solok crede che il suo equipaggio formato da soli Vulcaniani sia superiore sotto ogni aspetto, e sfida Sisko a una partita di baseball in sala ologrammi. Sisko accetta la sfida, ma ha solo due settimane per formare e allenare una squadra di cui suo figlio Jake è l'unico membro potenziale che abbia mai giocato a baseball prima di allora; vengono coinvolti tutti, compreso Odo che deve fare da arbitro. Il problema è che tutti si rivelano delle vere e proprie schiappe e non capiscono perché a Sisko la partita stia tanto a cuore; Kasidy Yates spiega a loro l'antica rivalità tra Sisko e Solok, che ai tempi dell'Accademia umiliò Sisko e non perse occasione con scritti e saggi per esaltare la superiorità vulcaniana. Tutti se la prendono per il comportamento di Solok e gli giurano vendetta sul campo. La partita si rivela subito in salita e difatti perdono, ma sono tutti felici per la bella e divertente gara: Solok non perde occasione di insultare gli Umani, troppo emotivi, e li accusa di voler trasformare un fallimento in un successo, ma Sisko e gli altri lo prendono in giro non facendosi guastare la festa e Solok se ne va piccato.
- Altri interpreti: Max Grodénchik (Rom), Aron Eisenberg (Nog), Gregory Wagrowski (Solok), Chase Masterson (Leeta), Penny Johnson Jerald (Kasidy Yates), Mark Allen Shepherd (Morn)

## Crisalide
- Titolo originale: Chrysalis
- Diretto da: Jonathan West
- Scritto da: René Echevarria

### Trama
Sulla stazione ritornano Jack, Lauren, Patrick e Serina, i quattro individui geneticamente potenziati che avevano fatto amicizia con Bashir, impersonando un ammiraglio e il suo staff. I quattro aiutano il dottore a perfezionare uno strumento medico cosicché quest'ultimo possa operare Sarina e farla uscire dal suo perenne stato catatonico. L'operazione riesce e Serina inizia a interagire con gli altri rivelando doti ovviamente fuori dal normale, essendo potenziata. Durante una discussione con i suoi amici viene zittita e lei ritorna allo stato catatonico; Bashir interviene e scopre che lei sta bene, solo che si è richiusa in se stessa per proteggersi dal comportamento di Jack. Julian, che si è innamorato della ragazza, la informa che ella non tornerà all'istituto con gli altri suoi compagni perché è guarita e Jack, Lauren e Patrick non la prendono affatto bene. Bashir chiede a un altro medico di seguire Serina, in modo da poter vivere liberamente la relazione ma lei, sentendosi sotto pressione per i sentimenti che sta provando e per tutte le nuove esperienze, ritorna a chiudersi nel suo mondo. Julian, disperato, chiede aiuto agli altri potenziati che gli rivelano che lei è ancora in grado di parlare: la ragazza confessa che non sa cosa sia l'amore e cosa lei debba provare, perché non ha esperienza del mondo. Julian la lascia libera di seguire la sua strada, trovandole un posto in uno stage scientifico e biasimandosi per essere stato vicino, con la sua fretta, a far richiudere Serina in se stessa.
- Altri interpreti: Tim Ransom (Jack), Hilary Shepard Turner (Lauren), Michael Keenan (Patrick), Faith C. Salie (Sarina Douglas), Michael Keenan (Patrick), Aron Eisenberg (Nog)

## Tradimento, fede e il Grande Fiume
- Titolo originale: Treachery, Faith and the Great River
- Diretto da: Steve Posey
- Scritto da: Philip Kim

### Trama
Odo riceve un messaggio in codice da Gul Russol e decolla dalla stazione per incontrarlo, anche se può trattarsi di una trappola. Si rivelerà infatti uno stratagemma di Weyoun per incontrare Odo, poiché ha deciso di ammutinarsi. Odo non crede che questi abbia voltato le spalle ai Fondatori, ma la situazione prende una strana piega quando un altro Weyoun chiama il loro runabout. Dalla chiamata emerge che il Weyoun che avevano conosciuto negli anni precedenti (Weyoun V) è morto in un incidente di teletrasporto, e che il clone che viaggia con Odo (Weyoun VI) è "difettoso" poiché non crede nell'infallibilità dei Fondatori e si pone dei dubbi sulla necessità per il Dominio di entrare in guerra con le potenze del Quadrante Alfa. Il suo rimpiazzo (Weyoun VII) ha remore a distruggere il runabout, poiché a bordo c'è un Fondatore, ma Damar lo convince a ordinare comunque l'attacco da parte dei Jem'Hadar. Quando la Femmina cambiante compare chiedendo aggiornamenti, Weyoun VII rimane vago nella risposta, non rivelando che Odo è loro bersaglio. Intanto Weyoun VI rivela a Odo che una malattia si è diffusa attraverso il Grande Legame e che i Fondatori sono destinati a estinguersi; la notizia sconvolge Odo, essendo non infetto e destinato a rimanere l'ultimo della sua specie. Weyoun VI dice che Odo potrà avere l'opportunità di fondare un nuovo Dominio sotto l'egida della pace e non della guerra. Quando verranno attaccati nuovamente, Weyoun VI, che comprende che non avranno scampo, si ucciderà pur di salvare Odo, provocando l'interruzione dell'attacco.
Intanto sulla stazione Sisko ordina a O'Brien di riparare la Defiant entro tre giorni, ma il capo non ha il pezzo di ricambio, che arriverà entro tre settimane; Nog si fa dare i codici di accesso del capo, garantendogli che riuscirà a trovare ciò che serve in pochi giorni e dando l'avvio a uno strano giro di baratti, che però faranno finire Miles nei guai. Nog riuscirà a salvare la situazione all'ultimo.
- Altri interpreti: Jeffrey Combs (Weyoun VI e Weyoun VII), Casey Biggs (Damar), J.G. Hertzler (generale Martok), Aron Eisenberg (Nog), Max Grodénchik (Rom), Salome Jens (Femmina cambiante)

## Morire da eroe
- Titolo originale: Once More unto the Breach
- Diretto da: Allan Kroeker
- Scritto da: Ronald D. Moore

### Trama
Il Dahar Master Kor, amico di Curzon Dax, è sempre più vecchio e ha perso la sua influenza nell'Impero Klingon si reca sulla stazione per incontrare Worf. Lo scopo della visita è chiedergli aiuto per ottenere il comando di una nave e avere la possibilità di morire da guerriero, ma quando Worf presenta la richiesta al generale Martok, che nel mentre sta pianificando un attacco all'interno dello spazio cardassiano, quest'ultimo la rifiuta con rabbia. Martok ha un profondo rancore nei confronti di Kor, che in passato gli aveva negato la nomina a ufficiale per via della sua discendenza non nobile. Come compromesso Worf, non essendo a conoscenza dei problemi di salute mentale di Kor, fa in modo che venga nominato terzo ufficiale del Ch'tang, la nave di Martok. Durante la battaglia diventa evidente che Kor non è orientato nel tempo, poiché pensa di attaccare un avamposto federale, provocando un disastro durante l'attacco. Come d'uso tra guerrieri klingon, gli altri membri dell'equipaggio lo sbeffeggiano in sala mensa, e il vecchio però risponde loro in un modo che fa sentire in colpa Martok per aver preso in giro un vecchio malato. Quando si presenta l'occasione per infliggere una pesante sconfitta ai Jem'Hadar, Worf si offre volontario per comandare una missione suicida. Kor lo narcotizzerà a tradimento e si sostituirà a lui per morire da vero guerriero e riguadagnando il rispetto di tutti.
Intanto Quark, ascoltando Ezri mentre si confida con Kira, fraintende il discorso e dice a Odo che l'ha sentita dire che vuole tornare insieme a Worf. Il Ferengi affronta Ezri, facendole un discorso sul fatto che la ragazza si merita un amore suo e non un ricordo, e lei lo ringrazia, assicurandolo che non è interessata all'ex marito: peccato che il ringraziamento venga frainteso da Quark, facendogli credere che la Trill sia pazza di lui.
- Altri interpreti: John Colicos (Kor), J.G. Hertzler (Generale Martok), Neil C. Vipond (Darok), Nancy Youngblut (Kolana), Blake Lindsley (Synon), Mark Allen Shepherd (Morn)

## L'assedio della AR-558
- Titolo originale: The Siege of AR-558
- Diretto da: Winrich Kolbe
- Scritto da: Ira Steven Behr e Hans Beimler

### Trama
Il planetoide AR-558, nel sistema Chin'toka, è degno di nota solo per essere il sito di uno dei ripetirori subspaziali jem'hadar. L'avamposto è già stato occupato dai soldati della Federazione, che hanno pagato cara la sua conquista: dei 150 inviati sul pianeta, 43 soltanto sono sopravvissuti. Questi soldati sono in servizio da più di cinque mesi continuati, che costituisce una violazione del regolamento della Flotta Stellare che impone un turno di riposo ogni 90 giorni. La USS Defiant arriva sul pianeta trasportando rifornimenti e razioni per i replicatori e deludendo i soldati che vorrebbero essere portati via, ma che vengono a sapere che devono ancora rimanere a presidiare il sito delle comunicazioni. Ben presto Sisko e gli altri si accorgono che i federali sono allo stremo a causa della continua tensione e degli attacchi; Sisko si rifiuta di abbandonarli ancora e rimane sul pianeta col suo equipaggio per aiutarli a far fronte ai Jem'Hadar in modo da poterli finalmente evacuare tutti. Lo scontro sarà sanguinoso con numerose perdite e feriti gravi, tra cui Nog che, colpito da un fucile jem'hadar, perderà una gamba.
- Altri interpreti: Raymond Cruz (Vargas), James Darren (Vic Fontaine), Aron Eisenberg (Nog), Max Grodénchik (Rom), Annette Helde (Larkin), Patrick Kilpatrick (Reese), Bill Mumy (Kellin)

## Il patto
- Titolo originale: Covenant
- Diretto da: John Kretchmer
- Scritto da: René Echevarria

### Trama
Odo vorrebbe condividere la fede di Kira nei Profeti così da poter passare il suo tempo con lei anche durante le funzioni religiose. Il sermone del giorno è stato tenuto da Vedek Fala che dopo la funzione va a far visita a Kira nei suoi alloggi per darle un dono, che presto si rivela essere un trasponder che la trasporta su Empok Nor, la stazione gemella di Deep Space NIne. La stazione è occupata da cinquanta Bajoriani che adorano i Pah-wraith come i veri Profeti di Bajor e il leader del gruppo altri non è che Gul Dukat. La fede dei residenti Bajoriani in Dukat è talmente grande che quando Kira minaccia di ucciderlo con un phaser, molti di loro si piazzano sulla linea di tiro. Sulla stazione intanto viene al mondo il primo bambino, un vero evento poiché le nascite devono essere autorizzate da Dukat: quando la bimba viene al mondo, è per metà Cardassiana, ma Dukat grida al miracolo: i Pah-wraith hanno dato un segnale facendo nascere un pargolo con le sembianze del loro emissario. In realtà è figlia di Dukat e lui non esita a tentare di uccidere Mika, la madre, affinché non riveli la loro menzogna. La donna sopravvive e Dukat, prima che si riprenda, organizza un suicidio rituale in cui tutti dovrebbero morire, tranne lui; ma Kira riesce a sventare il suo piano, portando i Bajoriani a ripudiare Dukat, che fugge teletrasportandosi via.
- Altri interpreti: Jason Leland Adams (Benyan), Marc Alaimo (Gul Dukat), Maureen Flannigan (Mika), Miriam Flynn (Midwife), Norman Parker (Vedek Fala), Mark Piatelli (Brin)

## Una vita di illusioni
- Titolo originale: It's Only a Paper Moon
- Diretto da: Anson Williams
- Scritto da: David Mack e John J. Ordover

### Trama
Dopo che gli è stata rimpiazzata la gamba amputata in seguito alla ferita subita nella battaglia su AR-558 e aver seguito per mesi la riabilitazione sulla Base Stellare 235, Nog ritorna su Deep Space Nine. Il giovane Ferengi è afflitto dai flashback sulla ferita e sente dolore nel suo nuovo arto, anche se i medici dicono che l'arto funziona e che il dolore ha origine psicologica. L'equipaggio della stazione accoglie calorosamente Nog con l'intenzione di organizzare una festa per lui, ma il guardiamarina invece si rinchiude nel suo alloggio, dormendo gran parte del giorno e ascoltando una registrazione della canzone "I'll Be Seeing You" cantata da Vic Fontaine. Quando Jake si stanca della costante ripetitività della canzone, Nog cerca Vic nella sala ologrammi di Quark. Dopo aver sentito Vic cantare la canzone in ogni arrangiamento che questi conosce, Nog lo convince a permettergli di rimanere per la notte nel suo appartamento all'albergo. Dopo diversi giorni, Vic convince Nog a uscire e Jake organizza un'uscita nel locale di Vic con una ragazza, ma finisce che il Ferengi litiga con l'amico, picchiandolo. Ezri vuole che Nog esca dalla sala ologrammi, ma lui non ne vuole sapere e aiuta Vic ad aprire un nuovo casinò, facendosi assorbire dalla sua finta vita; la Trill però si accorge che ora Nog cammina normalmente e che non si lamenta più del dolore. Vic affronta Nog dicendogli che è fortunato ad avere una vita "vera" al contrario di lui, e che è ora che vi ritorni; il Ferengi risponde tra le lacrime che ha paura: ha visto gli orrori della guerra e non sa se potrà farcela a tornare in servizio. Vic chiude il programma, costringendo Nog a tornare dal padre, dallo zio e dalla matrigna che lo accolgono a braccia aperte, e si accorgono che il ragazzo non zoppica più, né si serve del bastone per camminare.
- Altri interpreti: James Darren (Vic Fontaine), Aron Eisenberg (Nog), Max Grodénchik (Rom), Chase Masterson (Leeta)

## Figliol prodigo
- Titolo originale: Prodigal Daughter
- Diretto da: Victor Lobl
- Scritto da: Bradley Thompson e David Weddle

### Trama
Julian Bashir rivela a Benjamin Sisko una confidenza fattagli da O'Brien: che lui sarebbe andato a New Sydney, il settimo pianeta nel sistema di Sappora, alla ricerca di Morica, vedova di un membro del Sindacato di Orione di nome Liam Bilby, del quale era diventato amico nel corso di un'operazione sotto copertura. O'Brien si sente in parte responsabile della morte di Bilby avvenuta nel corso della stessa operazione. Dato che la famiglia dell'ospite di Dax, Ezri Tigan, vive vicino a New Sydney ed è proprietaria di un'impresa mineraria, Sisko le chiede di aiutarlo nella ricerca di O'Brien. Giunta sul pianeta, Ezri ritrova la famiglia e scopre che hanno dei problemi nella produzione perché taglieggiati dal Sindacato; Miles viene ritrovato sano e salvo, anche se un po' pesto e riferisce che purtroppo la vedova di Bilby è morta, uccisa proprio dal Sindacato. O'Brien scopre che il tramite tra il Sindacato e l'impresa dei Tigan era proprio la signora Bilby, che lavorava dai Tigan e che era stata uccisa da Norvo, fratello di Ezri, che credeva che se lei fosse sparita, i problemi con il Sindacato sarebbero stati risolti.
- Altri interpreti: Clayton Landey (Fuchida), John Paragon (Thadial Bokar), Kevin Rahm (Norvo Tigan), Mikael Salazar (Janel Tigan), Leigh Taylor-Young (Yanas)

## Lo specchio invisibile
- Titolo originale: The Emperor's New Cloak
- Diretto da: LeVar Burton
- Scritto da: Ira Steven Behr e Hans Beimler

### Trama
La versione di Ezri dell'universo dello specchio si presenta da Quark chiedendogli di portargli un dispositivo di occultamento per il reggente Worf come riscatto per il Grande Nagus Zek, che si era recato nel loro universo in cerca di opportunità commerciali. Quark arruola Rom nell'impresa di rubare uno di quei dispositivi da uno sparviero klingon attraccato alla stazione, che nasconderebbero occultando il dispositivo stesso. Riescono a consegnarlo alla Ezri dello specchio, ma sono costretti a teletrasportarsi nel suo universo quando Martok scopre il furto. Al loro arrivo su Terok Nor, la versione alternativa di Deep Space Nine, incontrano Vic Fontaine, che nell'universo dello specchio non è un ologramma e Brunt, carissimo amico della Ezri dello specchio e che si dimostra gentile con loro. Finiscono inevitabilmente in mezzo alla guerra tra il reggente Worf (alleato con l'Intendente Kira) contro l'Alleanza, e faranno di tutto per salvare le loro vite, oltre che quella di Zek.
- Altri interpreti: Wallace Shawn (Grande Nagus Zek), Andrew Robinson (Elim Garak), Jeffrey Combs (Brunt), Max Grodénchik (Rom), J G. Hertzler (generale Martok), Tiny Ron (Maihar'du), Chase Masterson (Leeta)

## Campo di tiro
- Titolo originale: Field of Fire
- Diretto da: Tony Dow
- Scritto da: Robert Hewitt Wolfe

### Trama
Dopo una notte di bevute, Ezri Dax accompagna Ilario, un membro dell'equipaggio della stazione Deep Space Nine, al suo alloggio. La mattina seguente Ilario viene trovato morto assassinato. Julian Bashir determina che Ilario è stato ucciso con un proiettile di tritanio sparato da breve distanza e viene stabilito che l'arma è un TR-116, un prototipo progettato dalla Flotta Stellare per essere impiegato in ambienti dove i phaser sarebbero stati inefficaci. Odo però è perplesso in quanto solitamente quel tipo di arma lascia residui di polvere sulla vittima quando viene colpita da breve distanza. Nella mente di Ezri si affaccia la personalità di Joran Belar, che le dice che può aiutarla a catturare l'assassino perché lui stesso lo è stato; pur di catturare il colpevole, che nel frattempo uccide altri due ufficiali, Ezri accetta di interagire con questa sua personalità e insieme arriveranno a individuare un Vulcaniano.
- Altri interpreti: Art Chudabala (Hector Ilario), Leigh McCloskey (Joran Belar), Marty Rackham (Chu'lak), Mark Allen Shepherd (Morn)

## Chimera
- Titolo originale: Chimera
- Diretto da: Steve Posey
- Scritto da: René Echevarria

### Trama
Mentre stanno rientrando su Deep Space Nine, Odo e il capo O'Brien incontrano un altro mutaforma. Il Cambiante, che si fa chiamare Laas, non ha alcuna conoscenza del Dominio o dei Fondatori. Quando ha avvertito la presenza di Odo si messo all'inseguimento del runabout in quanto desideroso di saperne di più sulla sua specie. Laas è uno dei cento piccoli Fondatori mandati in giro nell'universo; aveva preso coscienza di sé duecento anni prima di Odo, quindi ha molta più esperienza sull'essere un Cambiante ed è in grado di assumere la forma del fuoco o della nebbia. Odo ne è affascinato, ma ben presto cambia idea: Laas è sprezzante nei confronti dei "monoforma" e non esita a offendere gli amici del connestabile. I problemi si fanno grossi quando Laas, seppur provocato, non esita a uccidere un Klingon. Kira, a cui Laas non ha esitato a dare la colpa per il fatto che Odo sia rimasto su Deep Space Nine anziché partire per cercare gli altri cento, lo fa evadere e dice a Odo dove si è nascosto il suo simile, poiché Laas lo sta aspettando per partire insieme a lui. Odo raggiunge il punto di rendez-vous, ma per dirgli addio: è sinceramente innamorato di Kira ed è felice dove si trova.
- Altri interpreti: Garman Hertzler (Laas)

## Grande colpo al casinò
- Titolo originale: Badda-Bing Badda-Bang
- Diretto da: Mike Vejar
- Scritto da: Ira Steven Behr e Hans Beimler

### Trama
Julian Bashir e Miles O'Brien si godono una tranquilla serata da Vic Fontaine, quando il programma si trasforma improvvisamente in un rumoroso cabaret. Frankie "Lo Sguardo", un gangster rivale da lungo tempo di Vic, si presenta per buttare fuori Vic, dicendo di avere comprato il locale. Bashir e O'Brien tentano di eliminare Frankie dal programma, ma non funziona, quindi tentano di congelare il programma, ma anche questo senza successo. Tutti sulla stazione sono preoccupati per Vic tranne Sisko, che non capisce come ce la si possa prendere così tanto per un ologramma. Per eliminare il personaggio molesto e la sua gang, organizzano una rapina al casinò, poiché Frankie deve versare una quota dei suoi guadagni a un boss. Alla rapina prende parte anche Benjamin, cha alla fine si fa coinvolgere da tutti; il colpo sarà un successo e il programma di Vic tornerà a essere quello di prima.
- Altri interpreti: James Darren (Vic Fontaine), Penny Johnson Jerald (Kasidy Yates), Marc Lawrence (Mr. Zeemo), Mike Starr (Tony Cicci), Robert Miano (Frankie "Lo Sguardo"), Aron Eisenberg (Nog), Bobby Reilly (Countman), Chip Mayer (guardia), James Wellington (Al)

## Inter Arma Enim Silent Leges
- Titolo originale: Inter Arma Enim Silent Leges
- Diretto da: David Livingston
- Scritto da: Ronald D. Moore

### Trama
Quando Julian Bashir si prepara per recarsi a una conferenza su Romulus, Luther Sloan della Sezione 31 appare nel suo alloggio assegnandogli un incarico. Quando Bashir sale a bordo della USS Bellerofonte, Sloan gli spiega nel dettaglio l'incarico, che è quello di confermare le voci secondo cui Koval, capo della temuta Tal Shiar, oppositore della Federazione e candidato a un posto nel Senato romulano, soffra della sindrome di Tuvan, una malattia neurodegenerativa che affligge principalmente Vulcaniani e Romulani. Bashir espone il problema all'ammiraglio William Ross, il quale pensa che sarebbe meglio se la senatrice Cretak, amica della Federazione, ottenesse quel posto libero nel comitato permanente in quanto si è espressa pubblicamente a favore dell'alleanza contro il Dominio. Bashir rimane invischiato in un pericoloso gioco di spionaggio nel quale nessuno è chi dice di essere, scoprendo che addirittura l'ammiraglio Ross è coinvolto attivamente nella Sezione 31.
- Altri interpreti: Adrienne Barbeau (Cretak), John Fleck (Koval), Barry Jenner (ammiraglio Ross), Hal Landon Jr. (Nera), Andrew Robinson (Elim Garak), William Sadler (Luther Sloan)

## Penombra
- Titolo originale: Penumbra
- Diretto da: Steve Posey
- Scritto da: René Echevarria

### Trama
Sulla stazione, Sisko confida a Kasidy Yates di aver acquistato un terreno su Bajor e i suoi piani per costruirvi una casa, e successivamente chiede a Kasidy di sposarlo, proposta che lei accetta. Vorrebbero una cerimonia con pochi invitati, ma l'Emissario che si sposa non è effettivamente una cosa che i Bajoriani desiderano sia tenuta privata. Al bar di Quark, Ezri Dax apprende che la USS Defiant ha rinunciato a cercare Worf, disperso nelle Badlands mentre era al comando di una nave klingon nel corso di un attacco dei Jem'Hadar. Ezri decide di prendere un runabout e andare a cercarlo; Sisko le ordina di tornare sulla stazione ma lei finge, in modo poco convincente, che vi siano troppe interferenze per comprendere il messaggio. Quindi Sisko le permette di procedere con la ricerca di Worf, inviandole inoltre i diari di ricerca della Defiant. Il computer del runabout di Dax estrapola il punto probabile di ingresso della capsula di salvataggio di Worf nelle Badlands, quindi conduce il runabout in posizione e spegne i motori, con la speranza che le correnti la portino sulla posizione di Worf. Riesce a salvarlo, ma nel viaggio di ritorno l'atmosfera è tesa perché tra Ezri e Worf rimane il ricordo dei sentimenti che provavano l'uno per l'altra quando Dax era ospitato da Jadzia. Vengono attaccati dai Breen e fatti prigionieri. Intanto su Cardassia Primo la Femmina cambiante spinge affinché i medici vorta trovino una cura alla malattia che sta affliggendo i Fondatori.
- Altri interpreti: Marc Alaimo (Dukat), Casey Biggs (Damar), Jeffrey Combs (Weyoun), Salome Jens (Femmina cambiante), Penny Johnson Jerald (Kasidy Yates), Deborah Lacey (Sarah Sisko)

## Finché morte non ci separi
- Titolo originale: 'Til Death Do Us Part
- Diretto da: Winrich Kolbe
- Scritto da: David Weddle e Bradley Thompson

### Trama
Sisko è preoccupato perché i Profeti gli sono apparsi dicendogli che il suo destino non è legato alla donna che vuole sposare. Kai Winn si reca in vista su Deep Space Nine per informare l'Emissario che sarà lei a officiare il suo matrimonio con Kasidy Yates, e non il Vedek che Sisko ha scelto. Dopo aver lasciato l'ufficio di Sisko, Winn ha quella che pensa essere la sua prima visione da parte dei Profeti. Loro le dicono che "il Sisko ha vacillato", e che lei è stata scelta per "un compito importante" e che le avrebbero inviato una guida in possesso de "la saggezza della terra". Sisko confessa a Kasidy che non pensa di avere la forza di opporsi al volere dei Profeti, e naturalmente lei non la prende bene. Successivamente Benjamin decide di tenere molto a Kasidy e di sposarla lo stesso con una cerimonia veloce officiata dall'ammiraglio Ross.
Dax e Worf continuano a discutere su ciò che sono l'una per l'altro sia nel presente che nella vita precedente di Dax. Dopo un duro interrogatorio, una semisvenuta e delirante Ezri dichiara il suo amore per il dottor Bashir, esacerbando la gelosia di Worf nei confronti di Julian. Intanto su Deep Space Nine arriva Dukat, che si è fatto cambiare l'aspetto in quello di un Bajoriano; chiede alla Kai di essere ricevuto e, quando le dice di essere un uomo della terra, lei fraintende pensando che lui sia il segno promesso dai Profeti, mentre Dukat è convinto di seguire il volere dei Pah-wraith. Con i suoi racconti arriva addirittura a intrecciare una relazione intima con la Kai. Su Cardassia la Femmina cambiante sta sempre peggio a causa della malattia che affligge il suo popolo, mentre si scopre che Worf ed Ezri sono stati catturati dai Breen per essere offerti ai Fondatori come dono di annessione all'alleanza con il Dominio.
- Guest star: Louise Fletcher (Kai Winn)
- Altri interpreti: Marc Alaimo (Dukat), Casey Biggs (Damar), Jeffrey Combs (Weyoun), Aron Eisenberg (Nog), Barry Jenner (ammiraglio Ross), Salome Jens (Femmina cambiante), Penny Johnson Jerald (Kasidy Yates), Deborah Lacey (Sarah Sisko), James Otis (Solbor)

## Strani compagni di letto
- Titolo originale: Strange Bedfellows
- Diretto da: René Auberjonois
- Scritto da: Ronald D. Moore

### Trama
Il Thot Gor, Alto Comandante della Confederazione Breen, presenta Ezri Dax e Worf alla Femmina cambiante come dono. I Breen vengono accettati come alleati del Dominio indipendentemente dalla disapprovazione del trattato da parte di Damar e dalle sue conseguenze per Cardassia. Septimus III viene attaccato dai Klingon e sebbene Weyoun si fosse impegnato a evitarlo, i cinquecentomila soldati dell'Undicesimo Ordine sono spazzati via. L'umore di Damar peggiora quando al Thot Gor viene consentito l'accesso alle informazioni cardassiane classificate.
Intanto sulla stazione Deep Space Nine la relazione tra Kai Winn e un Dukat travestito da Bajoriano arriva a un punto di rottura: la Kai ha avuto una visione proveniente dai Pah-wraith e non dai Profeti, che non le parlano più, e Dukat le dice che i primi sono i veri dèi. La Kai, sconvolta, caccia l'amante e manda a chiamare Kira, a cui confessa tutti i suoi dubbi e la sua passata brama di potere. Kira le dice che per tornare sul cammino dei Profeti deve dimettersi, cosa che la Kai rifiuta categoricamente. La rabbia per essere stata rifiutata dai Profeti non fa che rafforzare la sua brama di potere, portandola a votarsi al culto dei Pah-wraith.
Sull'astronave del Dominio le cose per Worf ed Ezri si mettono male: Weyoun li condanna a morte perché non vogliono fornire informazioni, ma la cosa sembra toccarli di sfuggita poiché non fanno altro che discutere sui sentimenti che provano o pensano di provare l'uno per l'altra, anche se Worf arriva a confessare che non prova per Ezri gli stessi sentimenti provati per Jadzia. Al momento di condurli al patibolo, Damar uccide le guardie jem'hadar e li fa fuggire, dicendo loro di riferire il messaggio che la Federazione ha un alleato su Cardassia.
- Guest star: Louise Fletcher (Kai Winn)
- Altri interpreti: Penny Johnson Jerald (Kasidy Yates), Jeffrey Combs (Weyoun), Marc Alaimo (Dukat), Casey Biggs (Damar), J.G. Hertzler (Martok), James Otis (Solbor), Salome Jens (Femmina cambiante)

## Il volto mutevole del male
- Titolo originale: The Changing Face of Evil
- Diretto da: Mike Vejar
- Scritto da: Ira Steven Behr e Hans Beimler

### Trama
Worf ed Ezri tornano su Deep Space Nine, ma la festa dura poco: i Breen hanno attaccato la Terra, e in particolare il quartier Generale della Flotta, provocando migliaia di morti, mentre Damar su Cardassia I sta tramando alle spalle dei Vorta e dei Fondatori per liberare i Cardassiani da quell'alleanza scomoda e opprimente. Quando i Breen attaccheranno il sistema di Chin'toka, Sisko e i suoi partono con la USS Defiant per affiancare la Flotta Stellare. La battaglia sarà per la Flotta una pesantissima sconfitta, che vedrà anche la distruzione della USS Defiant.
Su Bajor la Kai è molto confusa riguardo a ciò che vogliono i Profeti e i Pah-wraith da lei; Dukat le dice che la nuova Bajor rinascerà in seguito alla liberazione dei Pah-wraith, motivo per cui le dice che deve leggere il sacro libro del Kosst Amojan. La Kai ordina a un riluttante Solbor, il suo assistente, di portarglielo, ma le pagine del libro, con sua grande sorpresa, sono vuote. Solbor scopre che il Bajoriano è in realtà Dukat e lo smaschera davanti alla Kai che però, pur disgustata dall'inganno di Dukat, non esita a uccidere Solbor. A quel punto il sangue di Solbor, colando sul libro dal pugnale, rende visibile il testo.
Damar, in una trasmissione pubblica, ripudia l'alleanza con il Dominio, dichiarando che il primo, il terzo e il nono ordine cardassiano hanno attaccato, distruggendolo, un avamposto del Dominio.
- Guest star: Louise Fletcher (Kai Winn)
- Altri interpreti: Jeffrey Combs (Weyoun), Penny Johnson Jerald (Kasidy Yates), Marc Alaimo (Dukat), Casey Biggs (Damar), J.G. Hertzler (Generale Martok), Aron Eisenberg (Nog), Barry Jenner (ammiraglio Ross), James Otis (Solbor), John Vickery (Gul Rusot), Salome Jens (Femmina cambiante)

## Quando piove...
- Titolo originale: When It Rains...
- Diretto da: Michael Dorn
- Scritto da: René Echevarria e Spike Steingasser

### Trama
Per aiutare Damar a guidare la rivolta contro il Dominio, Benjamin Sisko ordina a Kira Nerys di andare con Garak su Cardassia per insegnare ai ribelli le tecniche di guerriglia, visto che Cardassia sta passando ciò che aveva passato Bajor durante l'occupazione. Sulla stazione, Ezri, scopertasi innamorata di Julian, non fa che cercare di evitare il medico, cosa che lo incuriosisce; ciò lo spinge a far domande ed Ezri gli confessa della notte passata con Worf ma anche che è innamorata di lui; ma Bashir è distratto: analizzando un campione di fluido di Odo, scopre che anche lui è malato della malattia dei mutaforma. Bashir si mette dunque all'opera per cercare una cura, ma si scontra con i suoi superiori del comando di Flotta: loro non vogliono che Bashir trovi un rimedio, perché la malattia sta sterminando i Fondatori e non è nell'interesse della Flotta trovare una cura che potrebbe cadere in mani nemiche. Indagando, scopre una falsificazione della cartella clinica di Odo a opera della Sezione 31, e scopre anche che Odo è stato contagiato di proposito proprio dalla Commissione Medica della Flotta con lo scopo di sterminare i Fondatori.
Durante una riunione strategica il capo O'Brien rivela che la sola nave sopravvissuta alla Seconda Battaglia di Chin'Toka è uno sparviero klingon che stava effettuando un adattamento casuale del suo nucleo di curvatura; questo intervento tecnico casuale ha neutralizzato l'azione dei disgregatori ad alta potenza dei Breen, ma tale modifica non può essere applicata alle navi federali e a quelle romulane, mettendo gli Alleati in forte svantaggio. L'ammiraglio Ross conferisce sul campo il grado di comandante della Flotta Stellare a Kira, mentre su Bajor Dukat diviene cieco perché ha osato leggere il sacro testo del Kosst Amojan.
Su Deep Space Nine arriva il cancelliere Gowron che prende il comando del coordinamento della flotta klingon, rimettendo Martok sul campo, perché forse vuole prendersi il merito della vittoria. Martok, tutt'altro che contento, dichiara che è suo dovere fare tutto il possibile per garantire la vittoria dell'Impero.
- Guest star: Louise Fletcher (Kai Winn)
- Altri interpreti: Andrew Robinson (Elim Garak), Casey Biggs (Damar), Marc Alaimo (Dukat), J.G. Hertzler (Martok), Barry Jenner (ammiraglio Ross), Robert O'Reilly (Gowron), John Vickery (Gul Rusot), Scott Burkholder (Hilliard)

## Navigando contro vento
- Titolo originale: Tacking into the Wind
- Diretto da: Mike Vejar
- Scritto da: Ronald D. Moore

### Trama
Kira, Odo e Garak continuano a coordinare la resistenza cardassiana, ma Odo sta sempre più male; Garak se ne accorge, ma il mutaforma gli chiede di non dire niente a Kira per non preoccuparla, mentre Bashir su Deep Space Nine sta lavorando incessantemente per cercare una cura. Garak si ritrova costretto a dire a Kira delle condizioni di Odo per non compromettere le missioni di sabotaggio, ma l'ufficiale bajoriana se n'era già accorta.
Il cancelliere Gowron invia il generale Martok in un'inutile offensiva contro il Dominio a causa della loro inferiorità numerica. Gowron incolpa Martok per l'insuccesso, ma Sisko a sua volta accusa Gowron di aver ordinato una missione di fatto suicida. Worf rivela a Sisko il suo sospetto che la nuova strategia militare di Gowron fosse intesa a umiliare Martok, senza pensare alle conseguenze per l'Impero Klingon. Worf suggerisce a Martok di sfidare Gowron, ma questi rifiuta persino di parlarne perché sarebbe un comportamento disonorevole; per questo motivo è Worf ad affrontare Gowron: ne scaturisce un duello che si conclude con la morte di Gowron e con l'acclamazione di Worf a leader dell'Impero Klingon, ma lui lascia lo scettro del comando a Martok.
La Femmina cambiante è sul piede di guerra, ma anche preoccupata, a causa delle pesanti sconfitte che il Dominio sta subendo a causa degli attacchi cardassiani. Kira, Damar, Garak e Odo con uno stratagemma salgono su una nave breen con lo scopo di rubarla ma al momento di fuggire, dopo aver già ucciso il personale di plancia, scoprono che devono aspettare quasi un'ora che vengano completate alcune riparazioni. Un malore di Odo scatena una crisi tra le fragili alleanze, portando Damar a uccidere il suo secondo. O'Brien suggerisce a Bashir di diffondere la notizia che ha trovato una cura, in modo da attirare e catturare un ufficiale della Sezione 31 per estorcergli le informazioni.
- Altri interpreti: Andrew J. Robinson (Garak), Jeffrey Combs (Weyoun), Casey Biggs (Damar), J.G. Hertzler (Martok), Robert O'Reilly (Gowron), John Vickery (Gul Rusot), Salome Jens (Femmina cambiante)

## Estremi rimedi
- Titolo originale: Extreme Measures
- Diretto da: Steve Posey
- Scritto da: Bradley Thompson e David Weddle

### Trama
Odo sta morendo, ha circa una settimana di vita. Bashir e O'Brien confessano a Sisko il loro piano; il capitano è scandalizzato che cittadini della Federazione abbiano organizzato un genocidio. Sloan si presenta negli alloggi di Bashir, abboccando al falso annuncio di una cura per la malattia dei Cambianti. Il medico lo imprigiona in modo da poter entrare nella sua mente con una sonda mentale romulana (un dispositivo illegale), ma quando Sloan non vede alcuna via di uscita dall'interrogatorio, si suicida. Bashir, insieme a O'Brien, impiega un interprete engrammatico multitronico per entrare nella mente di Sloan pur di raggiungere le informazioni che gli servono. Bashir mette in guardia O'Brien del poco tempo a disposizione per trovare le informazioni sulla malattia, in quanto i due morirebbero se saranno ancora connessi al cervello di Sloan quando cesserà la sua attività residua. Entrando nella mente di Sloan trovano ad accoglierli il suo subconscio che è ben disposto ad aiutarli, ma non riesce a parlare in modo chiaro. I due amici iniziano a girovagare nella mente di Sloan, che non fa altro che sviarli nel tentativo di farli morire insieme a lui; riusciranno per un pelo a uscire dalla mente dell'uomo poco prima che muoia, con la cura per Odo, che si rimetterà presto. 
- Altri interpreti: William Sadler (Luther Sloan), Andrew J. Robinson (Elim Garak)

## I mastini della guerra
- Titolo originale: The Dogs of War
- Diretto da: Avery Brooks
- Scritto da: Peter Allan Fields

### Trama
L'ammiraglio Ross consegna a Sisko il comando della USS São Paulo, una nuova nave di classe Defiant, mentre Odo lascia l'infermeria perfettamente ristabilito. Bashir informa Odo che è stato infettato deliberatamente, cosa che lui trova eticamente riprovevole; Sisko, su pressione di Odo, chiede alla Federazione di dare il vaccino ai Fondatori, ma la richiesta viene rifiutata: per quanto le loro azioni siano state spietate, non intendono annullare il vantaggio nella guerra.
La ribellione cardassiana guidata dell'ex Legato Damar subisce un duro colpo quando lo stesso Damar rimane bloccato su Cardassia I con Garak e Kira, e quando le basi ribelli vengono distrutte. Il Dominio annuncia con orgoglio di aver schiacciato la ribellione e nomina un nuovo Legato, Broca, alla guida dell'Unione Cardassiana. Damar, Garak e Kira trovano rifugio nella casa di Mila, ex governante di Tain, il padre di Garak. Incoraggiati da Kira, i tre bombardano una caserma di Jem'Hadar, e Damar rivela alla popolazione che non è morto come sosteneva la propaganda del Dominio, invitando la popolazione a insorgere. Sebbene la resistenza militare organizzata sia finita, una massiccia guerra civile ha inizio.
Quark riceve una comunicazione dal Grande Nagus Zek: lui e Ishka si trasferiscono su Risa e Zek vuole nominare il suo successore. Quark pensa di essere il prescelto, ma in realtà viene eletto Rom, che avrà il compito di traghettare Ferenginar verso idee più liberali ed eticamente corrette.
Bashir ed Ezri finalmente si confessano il reciproco amore, mentre Kasidy annuncia al marito di essere incinta.
- Altri interpreti: Casey Biggs (Damar), Jeffrey Combs (Brunt / Weyoun), Aron Eisenberg (Nog), Max Grodénchik (Rom), J.G. Hertzler (generale Martok), Barry Jenner (ammiraglio Ross), Salome Jens (Femmina cambiante), Penny Johnson Jerald (Kasidy Yates), Chase Masterson (Leeta), Julianna McCarthy (Mila), Andrew J. Robinson (Elim Garak), Tiny Ron (Maihar'du), Wallace Shawn (Grande Nagus Zek), Cecily Adams (Ishka), Mel Johnson Jr. (Broca), Vaughn Armstrong (Seskal), Stephen Yoakam (Velal), Paul Eckstein (soldato jem'hadar), David B. Levinson (Broik), Cathy DeBuono (M'Pella), LeRoy D. Brazile (Lonar)

## Quel che si lascia
- Titolo originale: What You Leave Behind
- Diretto da: Allan Kroeker
- Scritto da: Ira Steven Behr e Hans Beimler

### Trama
Su Deep Space Nine gli Alleati si preparano a imbarcarsi per quella che potenzialmente è l'offensiva decisiva nella guerra contro il Dominio; Bashir si sveglia nel suo alloggio con al fianco Ezri, O'Brien parla con la sua famiglia in merito all'accettare un incarico sulla Terra e Sisko conforta Kasidy, che è incinta di loro figlio. Mentre si dirige alla battaglia con la USS São Paulo ribattezzata USS Defiant, Sisko ha una visione della madre Sarah, uno dei Profeti di Bajor, che gli dice che la fine del viaggio "non è davanti a te, ma dietro di te". La battaglia tra la flotta del Dominio (Jem'Hadar, Breen e Cardassiani) e quella degli Alleati (Federazione, Klingon e Romulani) ha inizio. Kira, Garak e Damar, nascosti su Cardassia I, incitano alla rivolta e sabotano la rete elettrica del pianeta, tagliando le comunicazioni tra la flotta e il comando del Dominio, solo che vengono scoperti dai Jem'Hadar mentre sono nascosti nella cantina di Mila. La Femmina cambiante ordina di ucciderli sul posto, ma un soldato cardassiano uccide i soldati e offre il suo aiuto per liberare Cardassia. Weyoun e una morente Femmina cambiante ordinano ai Jem'Hadar di spazzar via una città cardassiana, scatenando la reazione dei loro compatrioti che, durante la battaglia, iniziano a sparare contro le navi del Dominio. La Cambiante ordina a Weyoun lo sterminio totale dei Cardassiani, mentre Kai Winn e Dukat, che ha recuperato la vista, arrivano alle Caverne di Fuoco dove sono intrappolati i Pah-wraith per liberarli. Durante il rituale la Kai offre Dukat come sacrificio, e lo uccide avvelenandolo. Kira, Garak e Damar arrivano al centro di comando del Dominio: Damar muore poco prima, e Garak uccide Weyoun; pur sconfitta, la Cambiante rifiuta la resa e il ritiro dell'ordine di distruzione di Cardassia. Per questo motivo Odo si offre di legarsi con la Cambiante, trasferendole la cura e guarendola; in cambio, lei ordina il cessate il fuoco e si consegna agli Alleati per essere processata per crimini di guerra.
Arriva il tempo delle partenze: Odo prende la decisione di tornare al Grande Legame per guarire la sua gente, lasciando Kira; Garak dice addio all'amico Bashir: finalmente il suo esilio è finito, ma è arrabbiato perché la sua Cardassia non esiste più, piegata dal duro conflitto; Worf viene nominato dal cancelliere Martok ambasciatore federale su Qo'noS; O'Brien accetta l'incarico sulla Terra. Sisko, avvertendo il pericolo dei Pah-wraith, va su Bajor: infatti i demoni sono stati liberati, resuscitando Dukat come loro Emissario. La Kai, pentita, cerca di fermare Dukat distruggendo il Kosst Amojan, ma viene uccisa dal Cardassiano. Sisko si sacrifica gettando Dukat, il libro e se stesso nella fiamme: Dukat muore, il libro viene distrutto e Sisko viene accolto tra i Profeti nel Tempio Celeste. Kasidy, sconvolta perché il marito è disperso, viene attirata in una visione affinché possa incontrare Benjamin un'ultima volta, in modo che possa cercare di capire e possa dire addio al marito. Kira prende infine il comando di Deep Space Nine e Nog viene promosso tenente junior.
- Guest star: Louise Fletcher (Kai Winn), Rosalind Chao (Keiko O'Brien)
- Altri interpreti: James Darren (Vic Fontaine), Jeffrey Combs (Weyoun), Salome Jens (Femmina cambiante), Penny Johnson Jerald (Kasidy Yates), Andrew Robinson (Elim Garak), Casey Biggs (Damar), Marc Alaimo (Gul Dukat), Aron Eisenberg (Nog), J.G. Hertzler (Martok), Barry Jenner (ammiraglio Ross), Deborah Lacey (Sarah Sisko), Julianna McCarthy (Mila), Greg Ellis (Ekoor), Hana Hatae (Molly O'Brien), Mark Allen Shepherd (Morn)